# Billet de 20 francs bleu-bistre
Pour les articles homonymes, voir 20 francs.
Recto
Verso
Chronologie
20 francs bleu 20 francs Bayard
Le 20 francs bleu-bistre est un billet de banque français créé le 1er juillet 1874, modifié en 1905, et seulement mis en circulation à partir du 30 juillet 1914 par la Banque de France. Il fait suite au 20 francs bleu et fut remplacé par le 20 francs Bayard.

## Historique
Ce billet appartient à la « série bleu céleste » inaugurée par la Banque de France en 1862 avec le 1000 francs bleu, afin de lutter contre la contrefaçon, notamment du fait que l'évolution des procédés de photogravure rendait facilement imitables les billets imprimés en noir et conduit à l’impression de billets en deux couleurs. La Banque recourt aux conseils du célèbre chimiste Marcelin Berthelot qui aide à mettre au point l’emploi simultané de deux couleurs. Après maintes hésitations, c’est la couleur bistre qui est retenue. Le graphisme du billet s’inspire du monnayage grec. Autre innovation, très moderne pour l'époque : une gravure a été imprimée à l’encre incolore, composée de motifs ornementaux et comportant la légende « La Loi punit le contrefacteur », invisible à l’état normal, mais susceptible de se révéler sous l’action d’une forte chaleur. 
Ce billet, imprimé seulement en sept millésimes, ne circule pas avant juillet 1914, d'une part à cause de problèmes techniques (vers 1880 le bleu céleste est imitable par les faussaires) et d'autre part, il entrait en concurrence avec la pièce de 20 francs en or : il est à noter que le 5 août, après l'entrée en guerre, le Gouvernement suspend la convertibilité en or des billets. Ce modèle de coupure, en termes de billetophilie, est considéré comme rare.
Il commence à être retiré de la circulation le 1er octobre 1917, remplacé par le 20 francs Bayard, avant d'être définitivement privé de son cours légal le 31 décembre 1933 après un tirage de 29 050 000 exemplaires.

## Description
Il s'agit d'un billet imprimé en monotype bleu foncé dont le recto présente un fond tramé bistre, une numérotation et la somme en noir. Il existe une autre variante aux motifs identiques, mais plus foncée, avec la somme en bleu, créée le 2 janvier 1906 et appelée le « 20 francs type 1905 » tiré à 105 900 000 exemplaires.
Le dessin a été réalisé par le peintre français Camille Chazal, déjà auteur du 5 francs Zodiaque, gravé par Charles Maurand (1874) puis par Dujardin.
Au recto sont représentés Mercure et Cérès assis sur fond bistre de médailles et au verso, l'on retrouve en médaillon les têtes des mêmes divinités.
Le filigrane blanc représente une tête de femme de profil avec les mots "Banque de France" écrits en dessous.
Les dimensions sont de 148 mm x 98 mm pour le type 1874 et de 150 mm x 100 mm pour le type 1905.